# José de Garro
Marcos José de Garro Senei de Artola (Mondragón, Guipúscoa, 1623 — São Sebastião, Guipúscoa, 1702) foi um militar espanhol que ocupou diversos cargos na administração colonial do Império Espanhol. Foi governador de Tucumán (1674-1678), governador de Buenos Aires (1678-1682) e governado do Chile (1682-1692). Na Espanha, foi comandante militar em Gibraltar até 1701, pouco antes de sua conquista pelos ingleses em 1704. Entre 1701 e 1702 foi governador e capitão-general do País Basco, cargo que exerceu até o seu falecimento.